# الون (کارولینای شمالی)
الون (به انگلیسی: Elon) شهری در ایالت کارولینای شمالی کشور ایالات متحده آمریکا است که جمعیت آن در سرشماری سال ۲۰۱۰ میلادی، ۹٬۴۱۹ نفر بوده‌است.